# Galago moholi
Galago moholi — це вид приматів із родини Galagidae, який мешкає в мезичних лісах південного Афротропіку. Він фізично дуже схожий на сенегальського галаго, і раніше вважався його південним різновидом. Однак ці два види помітно відрізняються своєю біологією, і жодних гібридів у неволі не було зареєстровано.

## Опис
Мохолський галаго — вид середнього розміру з довжиною голови й тіла 15 см і хвостом 23 см. Голова широка, з короткою мордою, помаранчевими очима та чорними ромбоподібними кільцями. Смужка на носі білувата, а вуха великі й сірі. Спинна поверхня тіла має сірувато-буре забарвлення, а низ білий, іноді з жовтуватим відтінком. Боки, внутрішня сторона кінцівок, кисті та стопи жовтуваті. Пальці рук і ніг мають лопатчасті кінці. Хвіст темніший за решту хутра, але не дуже густий.

## Діапазон
Він зустрічається в Анголі, Ботсвані, Малаві, Мозамбіку, Намібії, Південній Африці, Свазіленді, Танзанії, Замбії та Зімбабве. Можливо, також присутній у Руанді та Бурунді.
Гніздові популяції цього виду зустрічаються в передмістях Йоганнесбурга та Преторії. Деякі з них спочатку були втечею або випущеними домашніми тваринами, тоді як інші мігрували з теплих регіонів.

## Екологія
Харчується переважно комахами та каміддю. Камедь — це ексудат дерев акації, який виділяється з проколів, зроблених комахами. Найулюбленішими видами є Acacia karroo та Acacia tortilis. Взимку вид пересувається по землі між деревами, але в дощовий літній сезон він зазвичай подорожує деревами та споживає набагато більший відсоток безхребетних. Годування відбувається незабаром після заходу сонця, а потім періодично протягом ночі.